# Confusion Island
Confusion Island ist eine 300 m lange Insel im Archipel der Südlichen Orkneyinseln. Sie liegt auf der Westseite der Einfahrt zur Clowes Bay vor der Südküste von Signy Island.
Teilnehmer der britischen Discovery Investigations kartierten 1933 das Südkap der Insel und benannten es als Confusion Point. Das UK Antarctic Place-Names Committee übertrug 1974 die Benennung auf die gesamte Insel. Der Benennungshintergrund ist nicht überliefert.